# Montréal (Yonne)
Montréal é uma comuna francesa na região administrativa de Borgonha-Franco-Condado, no departamento de Yonne. Estende-se por uma área de 7,41 km². Em 2010 a comuna tinha 185 habitantes (densidade: 25 hab./km²).